# The Poozies
The Poozies sind eine ausschließlich mit Musikerinnen besetzte Folk-Rock-Gruppe aus Schottland. Sie spielen einen Mix aus Cajun, Folk, Blues, Country und Rock.

## Geschichte
1990 engagierte die Sängerin Sally Barker die Harfenistinnen Mary MacMaster und Patsy Seddon, die damals das schottische Harfenduo Sìleas bildeten, für ihr neues Soloalbum. Die drei freundeten sich an und fanden Gefallen an der Idee, eine reine Frauen-Folk-Band zu gründen.
Sally Barker lernte die Akkordeonistin Karen Tweed während des „Hong Kong Folk Festivals“ kennen. Diese war begeistert von der Idee einer Bandgründung, und als kurz darauf Jenny Gardner mit ihrer Fiddle zu den vier Frauen stieß, waren The Poozies geboren. Jenny Gardner verließ die Gruppe jedoch noch vor Einspielung des ersten Albums Chantoozies wieder.
Kate Rusby ersetzte ab 1996 Sally Barker, die sich nun mehr ihrer Familie widmen wollte, als neue Leadsängerin. In dieser Formation nahm die Band zwei weitere Alben auf, bis sich Kate Rusby 2001 entschied, The Poozies zu verlassen, um ihre Solokarriere voranzutreiben. Für Kate wurde Eilidh Shaw als Sängerin und Fiddlerin verpflichtet.
The Poozies sind wieder ein Quintett, seit Sally Barker 2006 für die schwangere Eilidh Shaw auf einer Tournee einsprang und auch nach ihrer Rückkehr bei der Band blieb.
2007 wurde die Akkordeonistin Mairearad Green von der Band Unusual Suspects geworben und spielt seitdem für die im selben Jahr ausgeschiedene Karen Tweed.
Im April 2012 verließ Patsy Saddon das Quintett, um sich mehr ihrem neuen Trio Madge Wildfire zu widmen und mehr Zeit für die Hauptorganisation des Edinburgh Harp Festival zu haben.

## Diskografie
- Chantoozies, Hypertension, 1992
- Dansoozies, Hypertension, 1995
- Infinite Blue, Pure Records, 1998
- Raise Your Head: A Retrospective (Collection). (2000)
- Changed Days Same Roots, Greentrax, 2003
- Yellow like sunshine, Greentrax, 2009, (FLAC/MP3), Bandcamp
- Into the Well, Schmooz, 2015, (FLAC/MP3), Bandcamp
- Punch, Schmooz, 2018, (FLAC/MP3), Bandcamp

## Auszeichnung
- Publikumspreis 1996 beim „Folkherbst im Plauener Malzhaus“